# Beržai (Jonava)
Beržai ist ein Dorf mit 26 Einwohnern (Stand 2011) in Litauen. Es liegt im Amtsbezirk Šilai, in der Rajongemeinde Jonava (Bezirk Kaunas), einige Kilometer von der Mittelstadt Jonava. Es gibt den Stausee Beržai (22,6 ha), den Gutshof Beržai (Inhaber Oberst Mykolas Kalmantas). Hier fließt der Lokys, ein Nebenfluss der Neris. In Sowjetlitauen wurde hier eine Schule (Beržų aštuonmetė mokykla) mit acht Jahrgangsstufen gegründet. 1959 gab es 74 Einwohner.